# 2077 Kiangsu
2077 Kiangsu eller 1974 YA är en asteroid i huvudbältet som korsar Mars omloppsbana. Den upptäcktes 18 december 1974 av Purple Mountain-observatoriet i Nanjing, Kina. Den är uppkallad efter den kinesiska provinsen Jiangsu.
Asteroiden har en diameter på ungefär 3 kilometer.